# Денисовски район
Денисовски район (на казахски: Денисов ауданы) е съставна част на Костанайска област, Казахстан. Административен център е Денисовка. Обща площ 6808 км2 и население 17 939 души (по приблизителна оценка към 1 януари 2020 г.).